# Roscoe Chenier
Roscoe Chenier (Louisiana, 6 november 1941 – Opelousas 7 februari 2013) was een Amerikaanse blues- en rhythm-and-blues-zanger en -gitarist.
Roscoe Chenier was een neef van Clifton Chenier en groeide op in Louisiana. Als zestienjarige speelde hij mee met de band Rockin' CD & the Blues Runners. In 1961 kwam zijn eerste plaat uit, Born for Bad Luck/Annie Mae's Yo-Yo. Die werd niet veel verkocht, maar wel veel gedraaid op de jukebox in kroegen.
Chenier, beïnvloed door B. B. King en Fats Domino, trad tot de jaren negentig nog veel op in de Verenigde Staten, vooral in Louisiana. In 1993 kwam weer een plaat uit, de cd Roscoe Chenier voor platenlabel Avenue Jazz. In Europa is Chenier door zijn regelmatige optredens van 1992 tot 2001 bij de Blues Estafette in Utrecht doorgebroken. In 1994 was hij op het North Sea Jazz Festival in Den Haag.

## Discografie

### Albums
- Roscoe Chenier (1993)
- Roscoe Style (2001)
- Waiting for My Tomorrow (2006)